# András Bíró
Pour les articles homonymes, voir Biró.
Dans le nom hongrois Bíró András, le nom de famille précède le prénom, mais cet article utilise l’ordre habituel en français András Bíró, où le prénom précède le nom.
András Bíró, né le 20 octobre 1925 à Sofia (Royaume de Bulgarie) et mort le 18 juin 2024, est un journaliste hongrois, militant politique, humaniste et militant des Droits de l'homme, fondateur d'organisations de soutien aux Roms.

## Biographie
Lors de l'insurrection de 1956, András Bíró fuit en France.
Pendant son long séjour à l'étranger, il est rédacteur en chef fondateur de Ceres, consultant de la FAO ; il est aussi chargé de l'examen de l'aménagement du PNUE, le Programme des Nations unies pour l'environnement, ainsi que rédacteur en chef fondateur de Mazingira.
En 1986, il retourne en Hongrie.
En 1990, il fonde Autonómia Alapítvány, une organisation non gouvernementale s'impliquant dans le développement chez les Roms. Cette fondation soutient de petits projets locaux présentés par des groupes de familles, comme l'achat d'un élevage.
András Bíró crée la première radio faite pour et par des tsiganes, média le moins cher et idéal pour les exclus que sont les Roms et dont la culture est fondée sur la tradition orale. Désormais, ce ne sont plus que les musiciens qui incarnent la réussite chez les tsiganes, il y a aussi quelques journalistes, mais aussi quelques hommes politiques.

Il déclare : 

« La question tzigane est une bombe qui risque d'exploser si on ne laisse pas ces gens s'intégrer dans la société. »

## Reconnaissance
András Bíró est récipiendaire du prix Nobel alternatif en 1995, « pour la défense résolue des Roms de Hongrie (tsiganes) et ses efforts efficaces pour aider leur auto-développement ».